# نهر الساجور
نهر الساجور هو نهر طوله 108 كم ينبع من تركيا ويخترق الحدود السورية التركية عند بلدة عين عزة في محافظة حلب، ويسير في سوريا حتى ينتهي باندماجه مع نهر الفرات من الضفة الغربية للنهر.

## حول النهر
في الفترة الممتدة بين عامي 2005 و 2009 تم فحص عينات من النهر وتبين ارتفاع نسبة التلوث في النهر حيث لوحظ ارتفاع تراكيز ال BOD والأمونيا